# Ичалковский район
Ича́лковский райо́н (эрз. Ицял буе, мокш. Ичалконь аймак) — административно-территориальная единица и муниципальное образование (муниципальный район) в составе Республики Мордовия Российской Федерации.
Административный центр — село Кемля.

## География
Расположен на северо-востоке Мордовии на границе с Нижегородской областью.

## История
Образован в 1929 году в составе Арзамасского округа Нижегородского края, 16 января 1930 года вошёл в состав Мордовской АО Средневолжского края.
28 декабря 1934 года Мордовская АО была преобразована в Мордовскую АССР.
5 декабря 1936 года Мордовская АССР была непосредственно подчинена РСФСР.
11 марта 1959 года к Ичалковскому району были присоединены части территорий упразднённых Козловского и Ладского района.

## Население
| \| 1970[6] \| 1979[6] \| 1989[6] \| 2002[6] \| 2005[7] \| 2006[7] \| 2007[7] \| \| -------- \| -------- \| -------- \| -------- \| -------- \| -------- \| -------- \| \| 41 863 \| ↘33 951 \| ↘26 806 \| ↘22 835 \| ↘22 238 \| ↘21 916 \| ↘21 636 \| \| 2008[7] \| 2009[8] \| 2010[6] \| 2011[9] \| 2012[10] \| 2013[11] \| 2014[12] \| \| ↘21 446 \| ↘21 161 \| ↘20 582 \| ↘20 486 \| ↘20 173 \| ↘19 904 \| ↘19 653 \| \| 2015[13] \| 2016[14] \| 2017[15] \| 2018[16] \| 2019[17] \| 2020[18] \| 2021[4] \| \| ↘19 050 \| ↘18 802 \| ↘18 559 \| ↘18 285 \| ↘17 909 \| ↘17 575 \| ↗17 640 \| 10 000 20 000 30 000 40 000 50 000 1970 2006 2011 2016 2021 |         |         |         |         |         |         |
| 1970 | 1979    | 1989    | 2002    | 2005    | 2006    | 2007    |
| 41 863 | ↘33 951 | ↘26 806 | ↘22 835 | ↘22 238 | ↘21 916 | ↘21 636 |
| 2008 | 2009    | 2010    | 2011    | 2012    | 2013    | 2014    |
| ↘21 446 | ↘21 161 | ↘20 582 | ↘20 486 | ↘20 173 | ↘19 904 | ↘19 653 |
| 2015 | 2016    | 2017    | 2018    | 2019    | 2020    | 2021    |
| ↘19 050 | ↘18 802 | ↘18 559 | ↘18 285 | ↘17 909 | ↘17 575 | ↗17 640 |

## Административное деление
В Ичалковский район как административно-территориальную единицу входят 10 сельсоветов.
В муниципальный район, в рамках организации местного самоуправления, входят 10 муниципальных образований со статусом сельских поселений.
Сельсоветы одноимённы образованным в их границах сельским поселениям.
| №  | Муниципальное образование                | Административный центр | Количество населённых пунктов | Население (чел.) | Площадь (км²) |
| -- | ---------------------------------------- | ---------------------- | ----------------------------- | ---------------- | ------------- |
| 1  | Берегово-Сыресевское сельское поселение  | село Береговые Сыреси  | 12                            | ↘1466            | 201.04        |
| 2  | Гуляевское сельское поселение            | село Гуляево           | 5                             | ↘470             | 93,30         |
| 3  | Ичалковское сельское поселение           | село Ичалки            | 1                             | ↗2665            | 30,53         |
| 4  | Кемлянское сельское поселение            | село Кемля             | 3                             | ↘4745            | 87.04         |
| 5  | Ладское сельское поселение               | село Лада              | 11                            | ↘1190            | 176.42        |
| 6  | Лобаскинское сельское поселение          | село Лобаски           | 9                             | ↘664             | 157.09        |
| 7  | Оброчинское сельское поселение           | село Оброчное          | 11                            | ↗1670            | 114,39        |
| 8  | Парадеевское сельское поселение          | село Парадеево         | 4                             | →552             | 65,23         |
| 9  | Рождественно-Баевское сельское поселение | село Рождествено       | 3                             | ↗2982            | 35,49         |
| 10 | Смольненское сельское поселение          | посёлок Смольный       | 3                             | ↘1236            | 305,26        |

Первоначально в муниципальном районе в 2005 году было образовано 21 муниципальное образование со статусом сельского поселения в границах 21 сельсовета.
Законом от 27 ноября 2008 года, были упразднены сельские поселения (сельсоветы): Болдасевское, а его населённые пункты были включены в Берегово-Сыресевское сельское поселение (сельсовет); Кендянское, а его населённые пункты были включены в Гуляевское сельское поселение (сельсовет); Камаевское, а его населённые пункты были включены в Резоватовское сельское поселение (сельсовет); Протасовское, а его населённые пункты были включены в Лобаскинское сельское поселение (сельсовет).
Законом от 13 июля 2009 года, были упразднены сельские поселения (сельсоветы): Инсаровское, а его населённые пункты были включены в Ладское сельское поселение (сельсовет); Новоичалковское, а его населённые пункты были включены в Оброчинское сельское поселение (сельсовет); Вечкусское, а его населённые пункты были включены в Парадеевское сельское поселение (сельсовет).
Законом от 17 мая 2018 года, были упразднены сельские поселения (сельсоветы): Тархановское, а его населённые пункты были включены в Берегово-Сыресевское сельское поселение (сельсовет); Резоватовское, а его населённые пункты были включены в Ладское сельское поселение (сельсовет); Пермеевское, а его населённые пункты были включены в Лобаскинское сельское поселение (сельсовет).
Законом от 24 апреля 2019 года, было упразднено Кергудское сельское поселение (сельсовет), а его населённые пункты были включены в Кемлянское сельское поселение (сельсовет).

### Населённые пункты
В Ичалковском районе 62 населённых пункта.
| №  | Населённый пункт         | Тип              | Население | Муниципальное образование                |
| -- | ------------------------ | ---------------- | --------- | ---------------------------------------- |
| 1  | Апухтино                 | село             | ↘14       | Оброчинское сельское поселение           |
| 2  | Атманка                  | деревня          | ↘41       | Оброчинское сельское поселение           |
| 3  | Баево                    | село             | ↘769      | Рождественно-Баевское сельское поселение |
| 4  | Барахманское лесничество | посёлок          | ↘18       | Берегово-Сыресевское сельское поселение  |
| 5  | Береговые Сыреси         | село             | ↘294      | Берегово-Сыресевское сельское поселение  |
| 6  | Болдасево                | село             | ↘204      | Берегово-Сыресевское сельское поселение  |
| 7  | Большая Пестровка        | село             | ↘111      | Лобаскинское сельское поселение          |
| 8  | Большие Осинки           | деревня          | ↘14       | Лобаскинское сельское поселение          |
| 9  | Бугры                    | деревня          | ↘4        | Лобаскинское сельское поселение          |
| 10 | Варваровка               | деревня          | ↘1        | Оброчинское сельское поселение           |
| 11 | Ведянцы                  | село             | ↘155      | Берегово-Сыресевское сельское поселение  |
| 12 | Верхняя Ладка            | деревня          | ↘11       | Ладское сельское поселение               |
| 13 | Вечкусы                  | село             | ↘298      | Парадеевское сельское поселение          |
| 14 | Володинка                | деревня          | →8        | Лобаскинское сельское поселение          |
| 15 | Гуляево                  | село             | ↘432      | Гуляевское сельское поселение            |
| 16 | Дубенки                  | деревня          | ↘240      | Парадеевское сельское поселение          |
| 17 | Дубровское               | село             | ↘152      | Ладское сельское поселение               |
| 18 | Иклей                    | посёлок          | ↘0        | Гуляевское сельское поселение            |
| 19 | Инелей                   | посёлок          | ↘198      | Берегово-Сыресевское сельское поселение  |
| 20 | Инсаровка                | деревня          | ↘296      | Ладское сельское поселение               |
| 21 | Ичалки                   | село             | ↗2665     | Ичалковское сельское поселение           |
| 22 | Калиново                 | село             | ↘54       | Ладское сельское поселение               |
| 23 | Калыша                   | посёлок          | ↘105      | Смольненское сельское поселение          |
| 24 | Камаево                  | село             | ↘149      | Ладское сельское поселение               |
| 25 | Камчатка                 | посёлок          | ↘4        | Берегово-Сыресевское сельское поселение  |
| 26 | Кемля                    | село             | ↘4358     | Кемлянское сельское поселение            |
| 27 | Кендя                    | посёлок разъезда | ↘0        | Гуляевское сельское поселение            |
| 28 | Кендя                    | село             | ↘173      | Гуляевское сельское поселение            |
| 29 | Кергуды                  | село             | ↗397      | Кемлянское сельское поселение            |
| 30 | Крутая Гора              | посёлок          | ↘0        | Оброчинское сельское поселение           |
| 31 | Лада                     | село             | ↘431      | Ладское сельское поселение               |
| 32 | Лобаски                  | село             | ↘469      | Лобаскинское сельское поселение          |
| 33 | Малые Ичалки             | деревня          | ↘9        | Кемлянское сельское поселение            |
| 34 | Маркино                  | посёлок          | ↘5        | Ладское сельское поселение               |
| 35 | Новые Ичалки             | село             | ↘109      | Оброчинское сельское поселение           |
| 36 | Обрезки                  | посёлок          | ↘4        | Смольненское сельское поселение          |
| 37 | Оброчное                 | посёлок станции  | ↘947      | Рождественно-Баевское сельское поселение |
| 38 | Оброчное                 | село             | ↘1183     | Оброчинское сельское поселение           |
| 39 | Октябрьский              | посёлок          | ↗281      | Ладское сельское поселение               |
| 40 | Павловка                 | посёлок          | ↘6        | Оброчинское сельское поселение           |
| 41 | Папулево                 | село             | ↘396      | Берегово-Сыресевское сельское поселение  |
| 42 | Парадеево                | село             | ↘210      | Парадеевское сельское поселение          |
| 43 | Пермеево                 | село             | ↘303      | Лобаскинское сельское поселение          |
| 44 | Песочный                 | посёлок          | ↘6        | Ладское сельское поселение               |
| 45 | Пиче Вирь                | посёлок          | ↘0        | Гуляевское сельское поселение            |
| 46 | Протасово                | село             | ↘76       | Лобаскинское сельское поселение          |
| 47 | Резоватово               | село             | ↘244      | Ладское сельское поселение               |
| 48 | Репьевка                 | деревня          | ↘13       | Лобаскинское сельское поселение          |
| 49 | Рождествено              | село             | ↘1465     | Рождественно-Баевское сельское поселение |
| 50 | Селищи                   | село             | ↘429      | Берегово-Сыресевское сельское поселение  |
| 51 | Смольный                 | посёлок          | ↗1492     | Смольненское сельское поселение          |
| 52 | Сосновка                 | посёлок          | ↘14       | Берегово-Сыресевское сельское поселение  |
| 53 | Тарханово                | село             | ↘316      | Берегово-Сыресевское сельское поселение  |
| 54 | Ташкино                  | посёлок          | ↗11       | Берегово-Сыресевское сельское поселение  |
| 55 | Троицкий                 | посёлок          | ↘100      | Оброчинское сельское поселение           |
| 56 | Труд                     | посёлок          | ↘5        | Парадеевское сельское поселение          |
| 57 | Ульянка                  | село             | ↘343      | Оброчинское сельское поселение           |
| 58 | Ханинеевка               | деревня          | ↘4        | Лобаскинское сельское поселение          |
| 59 | Юсуповка                 | деревня          | ↘25       | Ладское сельское поселение               |
| 60 | Языковка                 | деревня          | ↘35       | Оброчинское сельское поселение           |

Упразднённые населённые пункты:
- 1997 год — поселки Вязники Смольненского сельсовета, Крутец Смольненского сельсовета, Новая Степановка Смольненского сельсовета, Холодные Ключи Оброчинского сельсовета;[25];

- 2004 год — посёлок Петровка[26].

- 2007 год — деревня Кочкари Кендянского сельсовета, посёлки Мильгуново Парадеевского сельсовета, Семёновка Смольненского сельсовета и Красный Яр Тархановского сельсовета[27].

- 2011 год — посёлки Миндра и Васильевка[28].

## Экономика
Промышленность: мясокомбинат, спиртзавод, сыродельный комбинат. В 2010 году крупными и средними предприятиями обрабатывающих производств отгружено товаров собственного производства, выполнено работ и услуг на сумму 1,44 млрд рублей.
В сельском хозяйстве занято 80 тысяч гектаров земли, из которых 55 тысяч га пашни. Основные виды сельхозпродукции: мясо, молоко, зерно, сахарная свекла.

## Транспорт
В районе 290 км дорог с твёрдым покрытием, общая протяжённость дорог — 479 км.

## Известные люди
- Патриарх Кирилл — его прямой дед родился на территории района.
- Фёдор Варламович Ванин (1922—1996) — советский военачальник, генерал-майор, Герой Советского Союза, родился в деревне Языковка 22 октября 1922 года.
- Алексей Георгиевич Вальков (1901—?) — советский военачальник, полковник,  родился в Дурасово, ныне Октябрьский 20 декабря 1901 года.
- Александр Иванович Парамонов (1907— 19??) — советский военачальник, полковник, родился в селе Ульянка 1 мая 1907 года.
- Иван Евдокимович Турунов (1898—1941) — советский военачальник, генерал-майор, родился в селе Береговые Сыреси 14 апреля 1898 года.
- Кемайкин Фрол Сергеевич (1928—2011) — Герой Социалистического Труда, полный кавалер Шахтёрской Славы, почётный гражданин Курска, Железногорска, на Михайловском месторождении 10 июня 1960 года поднял первый ковш железной руды, родился в селе Папулево 28 августа 1928 года.